# Honey (manga)
Honey (ハニー?, Hanii) è un manga shōjo scritto e disegnato da Amu Meguru, serializzato su Bessatsu Margaret di Shūeisha dal 25 gennaio 2013 al 25 dicembre 2015. In Italia la serie è stata concessa in licenza alla Star Comics, che ne ha pubblicato i volumi dal 19 aprile 2017 al 14 agosto 2018.

## Trama
Nao Kogure è una ragazza rimasta orfana, che vive con suo zio Sosuke, dall'età poco più grande di lei; Nao è incerta su come considerare Sasuke, provando allo stesso tempo sentimenti di gratitudine e amore nei suoi confronti. Giunta alle superiori, Nao viene inaspettatamente avvicinata da Taiga Onise, ragazzo considerato da tutti un teppista; dopo averla condotta fuori dalla scuola, il giovane le offre un mazzo di rose rosse e le propone di fidanzarsi con lui, con il presupposto di un futuro matrimonio. La ragazza, presa dallo spavento, acconsente alla richiesta, così i due iniziano a frequentarsi; in seguito, Taiga le rivelerà il motivo della sua singolare richiesta: tempo prima, durante una giornata di pioggia, Nao era stata l'unica a fermarsi per lasciare a Onise – picchiato, quasi privo di sensi e riverso a un lato della strada – dei cerotti e il suo ombrello.
Con il passare del tempo, Nao rivaluta completamente Onise, e comprende che quelle sul suo conto erano soltanto dicerie; nel gruppo dei due amici si aggiungono inoltre Kayo Yashiro e Ayumu Misaki. Kayo nasconde sotto un'apparenza fredda un comportamento in realtà premuroso e vive una tormentata relazione con Ikumi, un ragazzo più grande di lei; Ayumu è invece un ragazzo sincero e leggermente irascibile, che – dopo essersi inizialmente mostrato scortese con Taiga – crea con lui un forte legame d'amicizia. Contemporaneamente, Ayumu si innamora di Kayo e, dopo averla spinta a riflettere su come sia realmente il suo rapporto con Ikumi, si dichiara a lei; sebbene Kayo decida di lasciare Ikumi, continua però a rimanere con Ayumu distante e fredda.
Sosuke, che inizialmente nutre delle incertezze nei confronti di Taiga, capisce la sincerità dei sentimenti di Onise nei confronti di Nao; quest'ultima fa invece chiarezza nei suoi pensieri, arrivando alla conclusione che fin dall'inizio non era innamorata di Sasuke, ma solo riconoscente. Nel frattempo, nel gruppo dei quattro ragazzi entra anche Ayaha Futami, compagno di classe di Taiga che si innamora di Nao; dopo aver cercato di ostacolare Taiga e avendo tenuto con la giovane un comportamento ambiguo, decide però di non distruggere il rapporto d'amicizia che si era venuto a creare tra tutti loro, facendo un passo indietro. Al termine delle superiori, Kayo riesce infine a trovare il coraggio di dire ad Ayumu che ricambia i suoi sentimenti, pur continuando a prendersi un po' gioco di lui.
Sei anni dopo, Kayo e Ayumu sono fidanzati e ancora innamorati; Taiga chiede invece a Nao di sposarlo, offrendole nel luogo in cui si era proposto la prima volta un mazzo di centootto rose rosse. 

## Manga
La serie è stata scritta e disegnata da Amu Meguru e serializzata da Shūeisha sulla rivista Bessatsu Margaret dal 25 gennaio 2013 al 25 dicembre 2015. I vari capitoli sono stati raccolti in otto volumi tankōbon.
In Italia la serie è stata pubblicata da Star Comics dal 19 aprile 2017 al 14 agosto 2018, con il titolo Honey; l'opera è tuttavia conosciuta anche con il suo titolo internazionale, Honey So Sweet. La licenza del manga è stata concessa anche alla Viz Media negli Stati Uniti, alla Soleil in Francia e alla Ever Glory Publishing in Cina.

### Volumi
| 1 | 25 gennaio 2013 | ISBN 978-4-08-846882-2 | 19 aprile 2017  | ISBN 978-88-226-0560-3 |
| 1 | Capitoli - 1. Honey So Sweet! - 2. Cominciamo da amici - 3. Inizio dell'esercitazione con pernottamento - 4. Never Give Up! - 5. Incontro                                                                                                   |                        |                 |                        |
| 2 | 25 giugno 2013 | ISBN 978-4-08-845060-5 | 21 giugno 2017  | ISBN 978-88-226-0599-3 |
| 2 | Capitoli - 6. All'improvviso… - 7. Soli - 8. Devo parlarti… - 9. Per renderla felice - 10. Nuovi amici? |                        |                 |                        |
| 3 | 25 novembre 2013 | ISBN 978-4-08-845131-2 | 16 agosto 2017  | ISBN 978-88-226-0666-2 |
| 3 | Capitoli - 11. Ahaya Futami - 12. "Nao" - 13. I veri sentimenti di Onise - 14. Scherzo - 15. Festival dello sport - S. La prima commissione - S. Giocare agli eroi                                                                          |                        |                 |                        |
| 4 | 25 aprile 2014 | ISBN 978-4-08-845196-1 | 18 ottobre 2017 | ISBN 978-88-226-0740-9 |
| 4 | Capitoli - 16. Il tuo coraggio - 17. Grazie - 18. Misaki e Yashiro - 19. I sentimenti di ciascuno - 20. Qualcosa che non posso cedere - S. Storia di un piccolo amore - S. S Or M; S Or M 2 - S. Group Line; Group Line 2                   |                        |                 |                        |
| 5 | 25 settembre 2014 | ISBN 978-4-08-845267-8 | 17 gennaio 2018 | ISBN 978-88-226-0830-7 |
| 5 | Capitoli - 21. È Natale, che si fa? - 22. Meglio soli… o no? - 23. Le ragioni di So - 24. Bentornata - 25. San Valentino |                        |                 |                        |
| 6 | 25 febbraio 2015 | ISBN 978-4-08-845349-1 | 14 marzo 2018   | ISBN 978-88-226-0926-7 |
| 6 | Capitoli - 26. Birthday Crisis - 27. Chi è quello? - 28. Al tempo delle medie - 29. Miyabi Nishigaki - 30. Cos'è l'amore…? |                        |                 |                        |
| 7 | 25 luglio 2015 | ISBN 978-4-08-845419-1 | 20 giugno 2018  | ISBN 978-88-226-0955-7 |
| 7 | Capitoli - 31. Confusione nel cuore - 32. Il perché delle lacrime - 33. Sii onesta! - 34. Sotto i fuochi d'artificio - 35. Ridi… |                        |                 |                        |
| 8 | 25 dicembre 2015 | ISBN 978-4-08-845502-0 | 14 agosto 2018  | ISBN 978-88-226-0964-9 |
| 8 | Capitoli - 36. Riguardo a quei due - 37. "Discordi" d'amore - S. L'orgoglio di un uomo; Ancora non ce la fa - 38. La tua felicità - 39. Desideri e decisioni - 40. A Happy Honey Life! - S. Sugar - S. Noi e l'alcol - S. Noi e la famiglia |                        |                 |                        |